# Rotary International
Rotary International – międzynarodowa organizacja, założona w 1905 roku, w Chicago przez amerykańskiego adwokata Paula Percy’ego Harrisa.
Rotary International (RI) jest stowarzyszeniem klubów Rotary na świecie, wyznającym oficjalne credo „Służba na rzecz innych ponad własną korzyść” (ang.: Service Above Self). Najkrótsza zaś definicja tej organizacji brzmi: „Rotary jest stowarzyszeniem przedsiębiorców i ludzi różnych zawodów z całego świata, które świadczy pomoc humanitarną, promuje wysokie normy etyczne w każdym zawodzie i pomaga budować dobrą wolę i pokój na świecie”.
Pierwszym celem Rotary International jest pobudzanie, promowanie, rozszerzanie oraz nadzorowanie klubów na całym świecie, drugim – koordynowanie i ogólne ukierunkowywanie działań na arenie międzynarodowej. Kluby Rotary są zgrupowane w regiony geograficzne, zwane Dystryktami Rotary (każdy około 45 klubów). Na czele każdego z nich stoi gubernator dystryktu, występujący przez jeden rok jako członek zarządu RI i reprezentujący międzynarodową radę dyrektorów.
Obecnie na całym świecie istnieje ponad 520 Dystryktów Rotary, zgrupowanych w 6 regionów, a jednym z nich jest CEEMA (Europa kontynentalna, wschodnie wybrzeże Morza Śródziemnego, Afryka). W rejonach, gdzie nie istnieje struktura podziału na dystrykty, Rotary jest zorganizowane w formie special extension areas. Rada dyrektorów odbywa posiedzenia zazwyczaj cztery razy w roku i jest ciałem, które wytycza kierunki polityki Rotary International. W jej skład wchodzi prezydent oraz prezydent elekt RI, a także 16 innych dyrektorów, pochodzących z całego świata. Prezydent pełni swą funkcję tylko jeden rok, natomiast dyrektorzy – dwa lata. Wszyscy członkowie kierownictwa Rotary szczebla międzynarodowego oraz lokalnego sprawują swe funkcje jako wolontariusze nie pobierający wynagrodzenia. Sekretariat RI, składający się z kilku biur, udziela klubom Rotary pomocy przy realizacji projektów i w działaniach dotyczących sprawowanej służby.
Światowa siedziba Rotary mieści się na przedmieściu Chicago, w Evanston, stan Illinois, Stany Zjednoczone. Regionalne biuro Rotary International na Europę i Afrykę ma siedzibę w Zurychu w Szwajcarii. Pozostałe siedem biur oddziałowych działa w Argentynie, Australii, Brazylii, Indiach, Japonii, Korei i na Filipinach.
W 1929 roku Watykan stwierdził, że przynależność księży do klubów rotariańskich, jak również ich udział w spotkaniach klubów „nie są wskazane”.

## Cel działalności Rotary
Celem Rotary jest wspieranie i pogłębianie idei służby jako podstawy godnych i wartościowych przedsięwzięć, a w szczególności wspieranie:
- rozwoju bezpośrednich kontaktów międzyludzkich jako możliwości sprawowania służby;
- wysokich norm etycznych w każdym zawodzie, uznania wartości wszelkiej pracy użytecznej oraz nobilitowania przez każdego rotarianina swojego zawodu jako możliwości służenia społeczeństwu;
- stosowania ideału służby przez każdego rotarianina w jego życiu osobistym, zawodowym i społecznym;
- budowy porozumienia międzynarodowego, dobrej woli i pokoju poprzez światową wspólnotę osób różnych zawodów, połączonych ideałem służby.

Użytecznym sprawdzianem wszelkich relacji międzyludzkich jest czteropunktowy test – szczególnie przydatny dla każdego rotarianina w codziennej praktyce wykonywania swojego zawodu. Zawiera on cztery pytania:
1. Czy jest to prawdą?
2. Czy jest to uczciwe w stosunku do wszystkich zainteresowanych?
3. Czy zbuduje to dobrą wolę i przyjaźń?
4. Czy będzie to korzystne dla wszystkich zainteresowanych?

Obecnie w ponad 200 krajach jest 1,2 mln rotarian zrzeszonych w ponad 32 tysiącach klubów.
Jedną z najbardziej spektakularnych akcji podjętych przez Rotary International była zainicjowana w 1985 historyczna misja, uodpornienia wszystkich dzieci świata przeciwko chorobie Heinego-Medina. Pracując wspólnie z rządami wielu krajów oraz organizacjami pozarządowymi w kampanii Rotary Polio Plus zaangażowano 100 tysięcy wolontariuszy organizując szczepienia ponad miliarda dzieci. Dzięki tym wysiłkom Rok 2005 został uznany za rok uwolnienia świata od tej groźnej choroby.

## Rotary w Polsce
W Polsce tradycje rotariańskie sięgają początku lat 30. – pierwszym był klub warszawski (nr 3427), który ukonstytuował się 17 lutego 1931. Założycielami byli prof. Jerzy Loth oraz inż. Piotr Drzewiecki; później jego prezesem został Antoni Dunin-Ślepść. Kolejne kluby powstały w Łodzi (1933, nr 3622, prezes Oskar Gross), Krakowie (1934, nr 3360; prezes Odo Bujwid), Katowicach (1934, nr 3702; prezes Witold Sągajłło); Gdyni (1934 r., nr 3722; prezes Julian Rummel); Bielsku (1935, nr 3756; prezes Teofil Adamecki, sekretarz Artur Manowarda); we Lwowie (1935, nr 3899; prezes Władysław Byrka); w Bydgoszczy (1935); w Pabianicach (1938). Istniały również komitety klubowe w Zakopanem, Łucku, Stanisławowie, Tomaszowie Mazowieckim, Lublinie i Drohobyczu. Łącznie w połowie 1939 Rotary w Polsce liczyło 229 członków. W 1936 zarejestrowano samodzielny dystrykt 85, skupiający w tamtym czasie 8 działających w Polsce klubów. W okresie międzywojennym ruch był zwalczany przez prasę katolicką, która zarzucała mu w szczególności wspólne cele i plany z masonerią nazywając go „białą masonerią”.

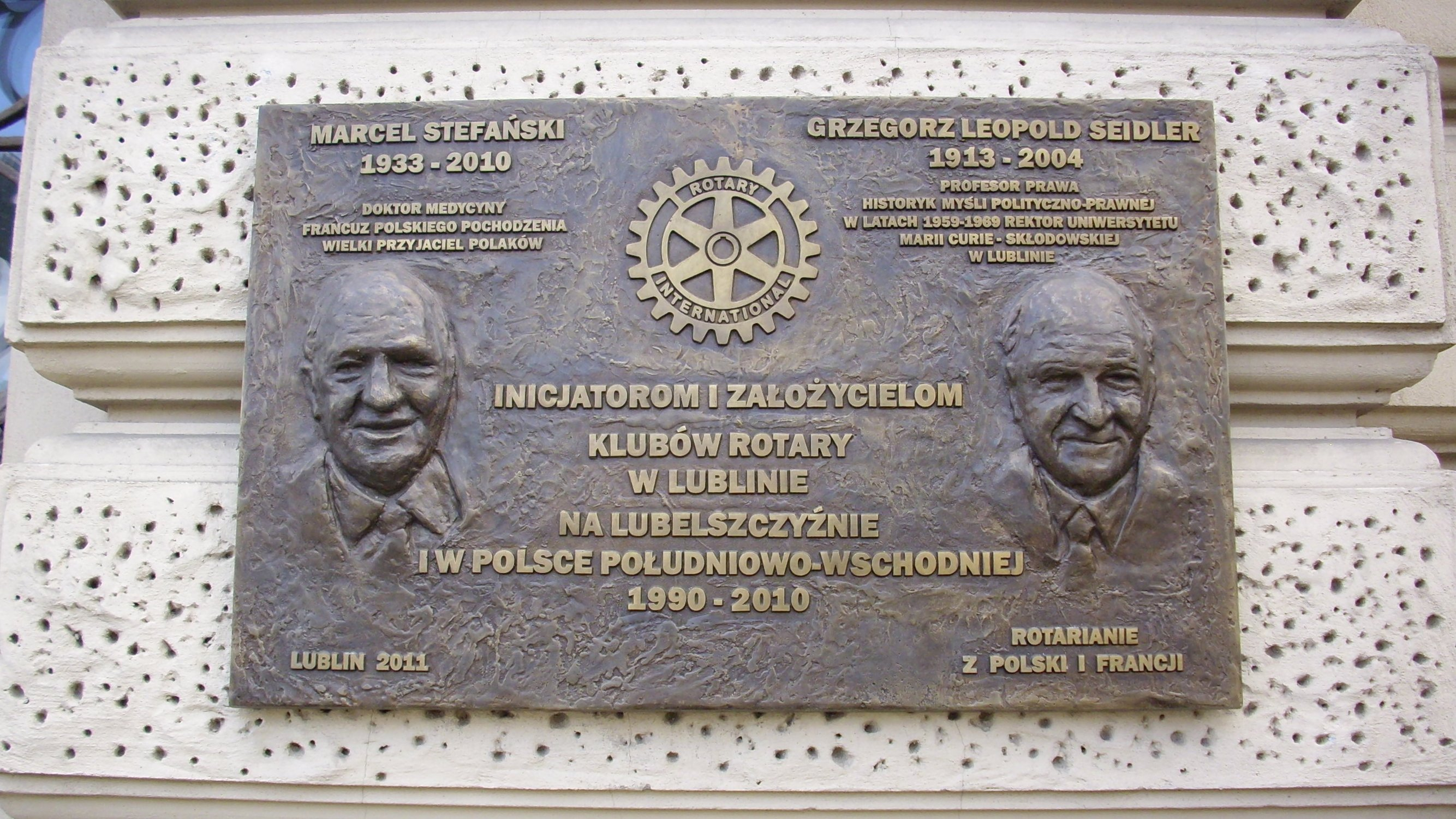
tablica pamiątkowa w Lublinie poświęcona rotarianom – Marcelowi Stefańskiemu i Grzegorzowi Leopoldowi Seidlerowi

W czasie wojny, w latach 1939–1945, Rotary w Polsce nie miało możliwości działania, gdyż wszystkie formy polskich organizacji społecznych były przez okupanta niemieckiego zakazane, zresztą także i w Niemczech ruch rotariański był w czasach nazistowskich formalnie wyjęty spod prawa. Po zakończeniu wojny podjęte zostały próby w kierunku reaktywacji klubów, spotkało się to jednak z represjami ze strony reżimu komunistycznego i spowodowało zaniechanie wszelkich kroków w tym kierunku. Ideologia ruchu rotariańskiego pozostawała bowiem w jaskrawej sprzeczności z ideologią komunistyczną. Ruch wywodzący się ze środowisk inteligencji i przedsiębiorców uznany został za klasowo obcy. Hasło solidarności rotariańskiej pozostawało w sprzeczności z ideą walki klas, a zasada rozwijania współpracy międzynarodowej uznana została za przejętą z ideologii „zgniłego Zachodu”. Rozpowszechniany był także pogląd, jakoby organizacja rotariańska miała charakter paramasoński.
W konsekwencji przez około czterdzieści pięć lat Rotary było nieobecne w Polsce, podobnie zresztą jak we wszystkich krajach pozostających w orbicie sowieckich wpływów.
Dopiero przemiany, jakie dokonały się w Polsce w 1989 i w latach następnych, umożliwiły powrót Rotary na polską arenę społeczną. Działalność klubów Rotary została reaktywowana w 1989, początkowo jako część dystryktu szwedzkiego nr 2390. Po powstaniu dostatecznej liczby klubów w 1995 utworzono dystrykt polski nr 2230, przekształcony następnie w 1999 w dystrykt międzynarodowy o tym samym numerze, zrzeszający obecnie 73 kluby z Polski, 44 z Ukrainy i 3 z Białorusi.

### Prasa rotariańska w Polsce

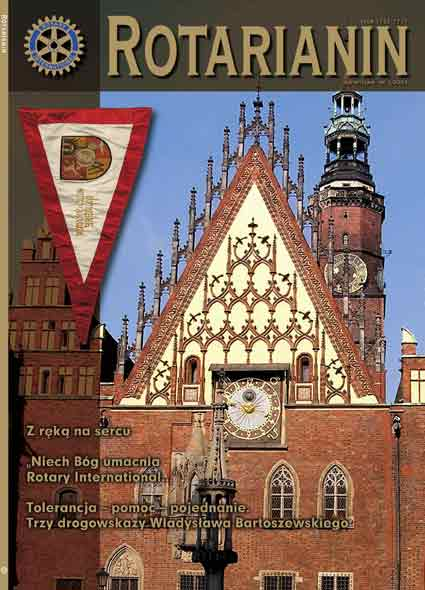
„Rotarianin”
pierwsze wydanie z 2004

Tematyka czasopism rotariańskich jest adresowana do osób zainteresowanych działalnością charytatywną i obejmuje szeroko pojętą tematykę społeczną i kulturalną. Czasopisma przedstawiają życie klubów Rotary zrzeszających wybitnych przedstawicieli różnych zawodów, osiągnięcia tej organizacji oraz problemy, na jakie napotyka ona w swej działalności.

#### Historia
Po 1989 kilkakrotnie podejmowano próby wydawania w Polsce własnego czasopisma rotariańskiego, jednak nie udało się utrzymać wydawania następujących tytułów:
- „Listy Rotariańskie”, wydawane w latach 1991–1999 – red. nacz. Alojzy Leszek Gzella,
- „Herold Rotariański”, wydawany w latach 2000–2002 – red. nacz. Józef Herold,
- „Świat Rotary”, wydawany w latach 2003–2004 – red. nacz. Wojciech Giczkowski,
- „Głos Rotary”, wydawany w latach 2005–2006 – red. nacz. Bohdan Kurowski.

W 2004 rozpoczęto wydawanie czasopisma „Rotarianin”. W 2006 nastąpiła fuzja „Głosu Rotary” i „Rotarianina”, po czym to regionalne czasopismo rotariańskie wydawane w języku polskim stało się oficjalnym periodykiem Rotary w Dystrykcie 2230 RI.